# 의성학하고택
의성학하고택은 대한민국 경상북도 의성군 금성면 산운리 159에 있는 건축물이다. 2017년 8월 1일 의성군의 문화유산 제36호로 지정되었다.

## 개요
이희발(李羲發)[1768~1859]이 1828년 경에 건립한 운곡당(도민속문화재 제165호), 이가발(李家發)이 19세기 초에 건립하였다고 소우당(국가민속문화재 제237호)과 같은 형제로 막내인 이순발(李順發)이 19세기경에 건축하였다고 전하는 살림집이다.

## 같이 보기
- 의성 운곡당 - 경상북도 민속문화재 제165호
- 의성 소우당 고택 - 국가민속문화재 제237호